# Alvin Burroughs
Alvin Burroughs  (genannt Mouse Burroughs, * 21. November 1911 in Mobile (Alabama); † 1. August 1950 in Chicago) war ein US-amerikanischer Schlagzeuger des Swing. 
Burroughs wuchs in Pittsburgh auf und spielte Ende der 1920er Jahre in Kansas City mit Walter Pages Blue Devils (und wirkte an deren Schallplattenaufnahmen 1929 mit) sowie mit Alphonse Trent. Dann zog er nach Chicago, wo er ab 1937 bei Horace Henderson arbeitete, von 1938 bis 1940 bei Earl Hines, von 1943 bis 1946 bei Henry „Red“ Allen. Danach war er Mitglied der Band von George Dixon. Zuweilen war er auch Leiter eines eigenen Orchesters; er wirkte zudem an Aufnahmen von Lionel Hampton (Down Home Jump, 1938), J. C. Higginbotham, Benny Carter, Albert Ammons und Ende der 1940er Jahre bei Bill Harris mit.